# Die Stunde des Wolfes (2011)
Die Stunde des Wolfes ist ein deutscher Mysterythriller aus dem Jahr 2011. Der Fernsehfilm wurde am 9. Dezember 2011 auf ARTE und 10. September 2012 im ZDF gesendet.

## Handlung
Rebecca Thalberg flüchtet aus einer psychiatrischen Klinik. Zusammen mit ihrem verstorbenen, aber in ihrer Vorstellung noch existierenden Ehemann Henry macht sie sich mit dem Zug auf den Weg in dessen alte Heimat, ein Dorf im Erzgebirge, das verfallene Provinznest Dippoldisberg. Dort will sie den mysteriösen Tod ihres Schwiegervaters aufklären.
Hilfe bekommt sie dabei einzig von dem Förster Tom Faller angeboten. Zunächst organisiert er für Rebecca ein Pensionszimmer bei der ungastlichen Bertha Orth, die Herrenbesuche auf dem Zimmer nicht gestattet. So muss sich auch der (fiktive) Ehemann Henry heimlich und unbemerkt des nächtens in die Pension stehlen. Eifersüchtig verfolgt er, wie der Förster mit seiner Frau flirtet, kann aber nichts dagegen machen.
Rebecca will sich in der alten Glashütte von Henrys Vater umsehen. Sie steht seit dem Unglück schon viele Jahre leer und Tom Faller bietet an, sie an den düsteren Ort zu begleiten. Tom berichtet ihr von einem Fluch, der seit damals auf dem ganzen Ort lasten würde, denn bei einem Grubenunglück seien viele Männer des Ortes „im Berg geblieben“. Der alte Thalberg sei Tage später in der Glashütte verbrannt, als dort der Blitz bei einem Unwetter einschlug. Seine Ehefrau Eleanor hätte seither nur selten das Haus verlassen. Rebecca hat jedoch ihre Zweifel bei so viel furchteinflößenden Geschichten von Teufeln und Wölfen, die sich hier angeblich herumtreiben. Am Abend, als Henry wieder erscheint, fragt sie ihn danach, was damals wirklich geschehen wäre, doch er will nichts von der Vergangenheit preisgeben. So begibt sie sich zu Henrys Mutter. Beide haben sich noch gesehen. Der Empfang ist sehr distanziert und auch Eleanor spricht, als Rebecca sie nach der Vergangenheit fragt, von düsteren Geschichten und Wölfen. Eigentlich möchte Eleanor nichts mit Rebecca zu tun haben, denn sie hat Angst, dass die ganze Wahrheit ans Licht kommen könnte. Sie hat sogar seit deren Aufenthalt in der Klinik einen Privatdetektiv auf sie angesetzt, der Rebecca daran hindern sollte, sie zu besuchen. Da sie nun aber da ist, muss sie sehen, wie sie damit umgeht.
Tom, der jeden Tag viel Zeit mit Rebecca verbringt, beginnt sich in sie zu verlieben. Da er inzwischen vom Tod ihres Mannes erfahren hat, macht er sich Hoffnung, ihr Herz zu gewinnen. Doch Rebecca entdeckt Henrys Uhr mit der Inschrift „für meinen Sohn Henry Thalberg“ bei ihm und ist verwirrt. Als sie am nächsten Tag von den Dorfbewohnern angefeindet wird, vermutet sie, dass das ganze Dorf in das düstere Familiengeheimnis der Thalbergs verwickelt ist. Tom, der weiter um Rebeccas Zuneigung kämpft, erzählt ihr, was seinerzeit in der Glashütte geschehen ist. Und so erfährt sie am Ende die ganze Wahrheit:
Tom Fallers Vater hatte vor vielen Jahren eine Affäre mit Eleanor Thalberg. Aus dieser Beziehung ging Henry hervor. Eleanors Mann war darüber so erbost, dass er Henry in einem Raum der Glashütte mit Strom folterte. Eines Tages rächte sich Henry Thalberg, indem er seinen vermeintlichen Vater in der Glashütte in einen Ofen schob, um ihn zu töten. Der Vater konnte sich jedoch wieder aus dem Ofen befreien. Henrys Mutter, die dies beobachtete, erschlug daraufhin ihren Mann, damit er sich nicht an ihrem Sohn rächen konnte. Um diese Tat zu vertuschen und alle Spuren zu verwischen, steckte Toms Vater die Glashütte an.
Rebecca ist schockiert und verärgert darüber, dass Eleanor ihren Sohn all die Jahre in dem Glauben ließ, er hätte seinen Vater getötet. Denn weil Henry mit dieser Last nicht mehr leben wollte, hatte er sich vor einem Jahr das Leben genommen. Trotz der Tragik des Geschehenen ist Rebecca nun erleichtert. Sie verabschiedet sich von Tom und lässt ihm die Hoffnung, möglicherweise zurückzukommen. Zufrieden fährt sie mit dem Zug davon, als Henry ihr wieder erscheint und meint: „Ich mag ihn. Er passt zu dir.“

## Hintergrund
Die Dreharbeiten erfolgten vom 31. August bis zum 4. Oktober 2010 im Erzgebirge und in der Sächsischen Schweiz unter dem Arbeitstitel Der Teufel weiss es.

## Kritik
Rainer Tittelbach von Tittelbach.tv schrieb: „Realität oder Wahn? Eine Frau bricht aus der Psychiatrie aus, um eine Reise zu machen in die Vergangenheit ihres Mannes, der sie nicht so lieben kann wie sie ihn, und in die Düsternis des mythisch umwobenen Erzgebirges. Matthias Glasner sorgt für eine Mystery-geschwängerte TV-Märchenstunde. Silke Bodenbender nimmt den Zuschauer mit in eine verwunschene Landschaft. Jürgen Vogel und Ronald Zehrfeld komplettieren das in Physiognomie und Körperlichkeit perfekt auf die Semantik der Geschichte abgestimmte, traumhafte Trio.“
Das Lexikon des internationalen Films urteilte: „Mäßiger (Fernseh-)Mystery-Thriller, der mit einem wüsten Geflecht aus familiären Beziehungen konfrontiert. Die Darsteller agieren hüftsteif und mit übertriebener Ernsthaftigkeit, die Dialoge sind ausgesucht bedeutungsschwer und von unfreiwilliger Komik.“
Tilmann P. Gangloff schrieb für die Kino.de: „Dank der bemerkenswerten Bildgestaltung durch Glasners bevorzugte Kamerafrau Sonja Rom und die Drehorte im Erzgebirge ist der Film optisch sehr interessant, und ein überaus eingängiges musikalisches Leitmotiv (Christoph M. Kaiser, Julian Maas) sorgt für akustische Orientierung. Aber mitunter wirkt ‚Die Stunde des Wolfes‘ schlicht prätentiös.“ „Nebel wallen, Wölfe klagen, eine Glühbirne zerplatzt, zur rechten Zeit zieht ein Unwetter auf, und Glasners Lieblingsschauspieler Jürgen Vogel wirkt wie eine Hommage an Nosferat“ und letztendlich „entkommt Mutter Thalberg ihrem verdienten Schicksal nicht, weil der längst mit den Wölfen heulende Henry blutige Rache nimmt; und eigentlich kann Glasner nicht ernstlich geglaubt haben, dass niemand seinen dramaturgischen Kniff mit der leichenblassen Hauptfigur durchschaut.“
Die TAZ wertete: „Überhaupt kann sich ‚Die Stunde des Wolfes‘ nicht entscheiden, was sie sein will: Märchen, Thriller oder gar lustig? Förster Faller (wie immer schön strubbelig: Ronald Zehrfeld) pflegt nämlich auch vertrauten Umgang mit einem verunfallten Goldfasan, der in seinem Schlafzimmer rekonvalesziert und später – sorry, liebe Vegetarier – im Topf endet.“
Die Süddeutsche Zeitung meinte: „Bombastische Musik, gelbe Augen und kalkweiße Gesichter: Der Arte-Film ‚Die Stunde des Wolfes‘ will ein deutscher Mystery-Thriller sein und greift dafür tief in die Genre-Kiste. Leider funktioniert das aber vorn und hinten nicht, und so hofft man 89 Minuten lang, dass das Unglück im Erzgebirge ein Ende haben möge.“